# FAT12
FAT12 – system plików FAT z 12-bitowym kodowaniem numeru jednostki alokacji. Zaprezentowany w 1980 r., swoją popularność zawdzięcza zaadaptowaniu go przez firmę Microsoft w systemie MS/PC-DOS w 1981 r. Pierwotnie wprowadzony dla stacji dyskietek (FDD). Ze względu na prawa patentowe i praktyczny monopol firmy Microsoft, używany głównie w systemach operacyjnych tej firmy.
FAT12 pozwala na zaadresowanie 4078 (212 − 18) jednostek alokacji, co ogranicza maksymalną liczbę niepustych plików. Wielkość jednostki alokacji waha się od 512 B do 4 kB i jest określana przez program formatujący w zależności od wielkości partycji. Pozwala to na utworzenie partycji o rozmiarze do około 16 MB. W przypadku dyskietek jednostka alokacji przeważnie ma wielkość jednego sektora, co ogranicza rozmiar do około 2 MB. 
Obecnie ten system plików używany jest wyłącznie na standardowych dyskietkach ze względu na jego niewielkie możliwości (rozmiar obsługiwanych dysków). W typowych zastosowaniach na platformie Windows został całkowicie wyparty przez FAT32 oraz NTFS.
W systemie FAT12 rekord ładujący znajduje się w pierwszym sektorze dyskietki lub dysku logicznego z danymi:
- instrukcją skoku do początku programu ładującego (3 bajty)
- nazwą wersji systemu operacyjnego (8 bajtów)
- blokiem parametrów BIOS-u (25 bajtów)
- rozszerzonym blokiem parametrów BIOS (26 bajtów)
- wykonywalnym kodem startowym systemu operacyjnego (448 bajtów)
- znacznikiem końca sektora 55AAh (2 bajty)
- 12-bitową tablicą alokacji